# 本保縣
本保縣是日本於1871年初為管轄原先幕府位於越前國的直屬領及旗本領地所設立的行政區劃，其轄區分布於現在福井縣的嶺北及敦賀市，縣廳設丹生郡本保村（位於現在的越前市）的本保陣屋，在1871年底被整併至敦賀縣和足羽縣。

## 歷史
在江戶時代末期，幕府為管理越前國的直屬領地，在本保設立了本保代官所，並置於飛驒郡代的管理之下。1868年新政府取代江戶幕府後，在3月暫先委託福井藩代為管理越前國的幕府領地，直到1871年2月才正式的設立本保縣取代原本本保代官所的功能，縣廳也就直接設於本保陣屋。
不過同年日本開始進行第一次府縣整併，於12月廢除本保縣，將位於若狹國和越前国今立郡、南條郡、敦賀郡的區域整併為敦賀縣，位於越前國北部的區域則整併為福井縣。

## 歴任知事
| 職稱       | 姓名     | 上任日期      | 卸任日期       | 備註                         |
| ---------- | -------- | ------------- | -------------- | ---------------------------- |
| 空缺       | 空缺     | 1871年2月11日 | 1871年3月4日   |                              |
| 權知事     | 小原鐵心 | 1871年3月4日  | 1871年4月21日  | 前大垣縣大參事、原大垣藩藩士 |
| 空缺       | 空缺     | 1871年4月21日 | 1871年12月31日 |                              |
| 參考資料： |          |               |                |                              |